# Gull Lake (Saskatchewan)
Gull Lake es un pueblo canadiense situado en la provincia de Saskatchewan.

## Superficie
Gull Lake tiene una superficie de 2,4 km².

## Demografía
En 2021, tenía 908 habitantes, una densidad poblacional de 378,5 hab./km², y 494 viviendas.